# Catocala lupina
Catocala lupina là một loài bướm đêm trong họ Erebidae.